# Cerkev sv. Vida, Ljubljana
Cerkev sv. Vida je cerkev v ljubljanskem predelu Šentvid, na Prušnikovi ulici . Pripada rimskokatoliški Cerkvi in je župnijska cerkev Župnije Ljubljana - Šentvid.
Enoladijska cerkev, predelana po potresu 1895, je v trenutni obliki vsaj četrta na tej lokaciji. Ima mogočen zvonik, tridelno vhodno lopo in kupolo z lanterno ter več kapelami. V cerkvi je krstni oltar, eno zadnjih del (pred 1955) arhitekta Jožeta Plečnika.

## Izgradnja
Lokacija predromanske in romanske cerkve ni znana, za gotsko pa se domneva, da je stala na mestu današnje. Sedanjo cerkev so zgradili med leti 1795 in 1797. Po potresu 1895 so dogradili prečno ladjo, kupolo ter nov prezbiterij.

## Notranjščina cerkve
Notranjost cerkev je leta 1914 poslikal slikar Anton Jebačin. Glavni oltar iz leta 1853 je izdelal Matej Tomc. V niši stoji kip sv. Vida, lebdečega na srebrni pari in obdanega z angelci. Slika iz leta 1796 je delo Leopolda Layerja. Tudi stranske oltarje so med leti 1853 in 1885 izdelali v Tomčevih delavnicah, slike pa je izdelal slikar Janez Wolf. Oltarji so posvečeni: Brezmadežni (1913, ob straneh sv. Ana in Joahim), svetemu Antonu Padovanskemu (okrog 1874, ob strani sv. Lucija in sv. Katarina), Svetemu Janezu Krstniku (1870, slika Janez Wolf, zraven še sv. Florijan in sv. Job), atika: sv. Zaharij, ter oltar, posvečen sv. Nikolaju (1870, Janez Wolf, poleg sv. Katarina in sv. Barbara). V atiki je upodobljeno mučeništvo sv. Andreja, delo Janeza Metzingerja. Leta 1955 so po načrtih arhitekta Jožeta Plečnika postavili še oltar Kristusovega Vnebohoda (slikar Tone Kralj, 1935); oltar Snemanja s križa in odprtega groba pa je zasnoval domačin Tone Bitenc (1960, slika: Tone Kralj).
Orgle so iz leta 1915 iz delavnice Antona Derniča iz Radovljice, predelal Franc Jenko (1939).